# Metaxiteri
El metaxiteri (Metaxytherium) és un gènere extint de dugòngid que visqué entre el Miocè i el Plistocè. Se n'han trobat restes fòssils a Àfrica, Àsia, Europa, Nord-amèrica i Sud-amèrica.

## Paleobiologia
Els metaxiteris vivien en aigües costaneres i s'han trobat evidències que depredaven sobre taurons primitius.